# ロバタ県
ロバタ県（ロバタけん、ポルトガル語: Distrito de Lobata）は、サントメ・プリンシペのサントメ州を構成する県の一つである。県都はグアダルーペである。サントメ島の北側の一角にあたり、面積は105平方キロメートルを占める。人口は22,900人（2020年推定）。

## 主要都市
- アゴスティニョ・ネト
- グアダルーペ
- サント・アマロ